# Железнодорожный разъезд 1153 км
 Железнодорожный разъезд 1153 км  — опустевший железнодорожный разъезд в Вилегодском муниципальном округе Архангельской области.

## География
Находится в юго-восточной части Архангельской области на расстоянии приблизительно 35 км на север по прямой от административного центра района села Ильинско-Подомское у железнодорожной линии Котлас-Воркута.

## История
Разъезд входил в число объектов Печорской железной дороги, построенной в 1942 году. Ныне остановочный пункт Северной железной дороги. До 2020 года населенный пункт входил в состав Никольского сельского поселения до его упразднения.

## Население
Численность населения: 1 человека (украинцы 100 %) в 2002 году, 0 в 2010.